# مارك تورنر
مارك تورنر (بالإنجليزية: Mark Turner)‏ (4 أكتوبر 1972 في المملكة المتحدة - ) هو لاعب كرة قدم بريطاني في مركز الدفاع. لعب مع نادي نورثامبتون تاون ووولفرهامبتون واندررز وAlfreton Town F.C. ‏ ونادي هيرفورد ونادي تاموورث ونادي كينغز لين ونادي سوليهول لكرة القدم ونادي تلفورد يونايتد.

## وصلات خارجية
- مارك تورنر على موقع قاعدة بيانات كرة القدم.إي يو (الإنجليزية)